# Millennium Court Arts Centre
Галерея «Millennium Court Arts Centre» (англ. Millennium Court Arts Centre, MCAC Portadown) — арт-центр в североирландском городе Портадаун (район Крейгавон), открытый в историческом здании, построенном в 1929 году; специализируется на современном изобразительном искусстве и литературе; спонсируется властями города Армы (Armagh City, Banbridge and Craigavon Borough Council) и агентством «Arts Council of Northern Ireland».